# ペドロ・パブロ・クチンスキ
ペドロ・パブロ・クチンスキ・ゴダール（スペイン語: Pedro Pablo Kuczynski Godard [ˈpeðɾo ˈpaβlo kuˈtʃinski ɣoˈðarð]  聴く 1938年10月3日 - ）は、ペルーの政治家、エコノミスト。氏名の頭文字からPPK（ペペカ）とも呼ばれる。2016年7月28日にペルー共和国大統領に就任した。2005年8月16日から2006年7月27日まではペルーの首相を務めた。日本語の報道などでは姓の Kuczynski はクチンスキともクチンスキーとも表記される。ブラジル建設大手オデブレヒトからの収賄疑惑（オペレーション・カー・ウォッシュ）により、2018年3月21日に辞任を表明した。

## 経歴
1938年、ペルーの首都リマでユダヤ系の父マックス・クチンスキとフランス系の母マドレーヌ・ゴダールとの間に誕生する。英国ランカシャーで教育を受け、オックスフォード大学エクセター・カレッジを1960年に卒業後、1961年に米国プリンストン大学にて修士号を得る。同年より世界銀行のエコノミストとして活動する。1967年にペルーに帰国し、フェルナンド・ベラウンデ大統領の政権において中央銀行に勤務する。1968年にフアン・ベラスコ・アルバラードによるクーデターによりベラウンデ大統領が追放された後、クチンスキは米国に移る。1975年にはワシントンD.C.にある国際金融公社のチーフエコノミストとなる。
1980年、ベラウンデが再び大統領に選出されると、クチンスキはペルーに帰国し、1982年までエネルギー・鉱業大臣を務めた。2001年から2006年までのアレハンドロ・トレド大統領の任期中は経済・財務大臣および首相を務めた。
2011年のペルー大統領選挙に出馬したが、4月10日の初回投票でオジャンタ・ウマラとケイコ・フジモリ（アルベルト・フジモリ元大統領の娘）の2名に次ぐ第3位となり落選した。2014年に自ら結成した「変革のためのペルー国民」党の党首となり、2015年に再び大統領選への出馬表明をする。
2016年の大統領選挙では4月10日の初回投票でケイコ・フジモリに次ぐ2位の得票であり、6月5日の決選投票では50.12%対49.87%という僅差で逆転勝利した。ただし、4月10日の初回投票と同時に実施された国会選挙ではケイコ・フジモリ率いる党「フエルサ・ポプラル（人民勢力）」が単独過半数の議席を獲得している。
2016年7月28日、クチンスキはペルー共和国第95代大統領に就任した。リマで行われた就任式での演説では経済の活性化や治安の改善に力を注ぐと宣言した。日本からは特派大使として二階俊博が、衆議院議員の福井照と武田良太を伴い、ペルーを訪問した。クチンスキ政権における新たな首相には、クチンスキが首相だった時期に経済・財務大臣を務めたフェルナンド・サバラが就任した。
やがて中南米最大の建設会社オデブレヒトに中南米各国での汚職疑惑（オペレーション・カー・ウォッシュ）が持ち上がる。クチンスキはオデブレヒトとの関係を否定していたが、2017年12月にクチンスキが経済・財務大臣および首相を務めていた時期に78万2千ドル（約8800万円）をオデブレヒトからコンサルタント料の名目で受け取っていたことが明るみに出たため、議会内の複数の会派が12月15日にクチンスキの罷免決議案を提出。12月21日、クチンスキによる弁明の機会が設けられた後に罷免決議案の採決が行われ、罷免には3分の2に当たる87票が必要だったが、賛成は79票にとどまり一旦は失職を免れた。
この否決の際、ケイコ・フジモリの弟で野党のフエルサ・ポプラルの議員であるケンジ・フジモリらが造反し棄権に回っていたが、野党側はこれは買収によるものだとし、公共事業契約について政府職員とケンジ議員が交渉している場面を捉えたとみられる動画を公表した。2018年3月には2回目の罷免決議案が提出され、採決前日の21日、自身の疑惑については否定しつつも「国にとって最良のこと」として辞任を表明した。後任にはペルー憲法に基づきマルティン・ビスカラ第1副大統領が昇格した。
2019年4月10日、クチンスキは公共工事に絡む汚職に関わった疑いが強まったとして予備拘束された。
2022年11月15日、クチンスキの罷免決議を回避するため国会議員に働きかけたとして、地位の不正利用の罪でケンジ・フジモリが禁錮4年6月、公職停止1年6月と罰金5万2千ソルの判決を言い渡された。

## 家族
父マクシム・ハンス・クチンスキはポーランドのポズナン近郊生まれの医師で、ナチス・ドイツの迫害を逃れペルーに移住しており、後に国立サンマルコス大学の教授となった。母カロリーナ・マドレーヌ・ゴダールは教師であり、フランス・スイスの映画監督ジャン＝リュック・ゴダールのおばに当たる。
クチンスキは2度結婚している。最初の妻ジェーン・ダドレー・ケイシーは米国マサチューセッツ州出身の下院議員ジョセフ・エドワード・ケイシーの娘であり、クチンスキとは離婚している。後妻のナンシー・アン・ラングは女優のジェシカ・ラングと遠縁の関係。最初の妻ジェーンとの間の娘アレックス・クチンスキはニューヨーク・タイムズの記者である。